# Joseph Misrahi
Joseph Misrahi (arabisch يوسف مزراحي Yusuf Mizrahi, DMG Yūsuf Mizrāḥī; * 1895 in Alexandria; † 1975) war ein ägyptischer Fechter.

## Karriere
Misrahi nahm 1924 erstmals an Olympischen Spielen teil. In Paris erreichte er im Degenfechten im Viertelfinale den siebten Rang in seiner Gruppe. Zusätzlich wurde er in den Säbelwettbewerben als Schiedsrichter eingesetzt. Seine zweite Olympiateilnahme folgte 1928 bei den Spielen in Amsterdam. Hier schied er sowohl im Floretteinzel als auch mit der Mannschaft in der ersten Runde aus. In der Disziplin Degen erreichte er erneut das Viertelfinale. Im Jahr 1935 war er bei der Makkabiade in Tel Aviv im Mannschaftsflorett siegreich und sicherte sich Gold – im Einzel errang er Bronze.